# Губичи (Гомельская область)
Губичи (бел. Губічы) — агрогородок в Буда-Кошелёвском районе Гомельской области Белоруссии. Административный центр Губичского сельсовета.

## География

### Расположение
В 20 км на запад от Буда-Кошелёво, 8 км от железнодорожной станции Шарибовка (на линии Жлобин — Гомель), 56 км от Гомеля.

### Гидрография
На северной окраине река Черемха (приток реки Днепр).

## Транспортная сеть
Автодорога связывает деревню с Буда-Кошелёво.
Планировка состоит из длинной, чуть изогнутой улицы, ориентированной с юго-запада на северо-восток и пересекаемой на востоке длинной изогнутой улицей. С юга к главной присоединяются две короткие прямолинейные улицы. Застройка двусторонняя, преимущественно деревянными домами усадебного типа. В 1986 году построены кирпичные дома на 139 квартир, в которых разместились переселенцы из загрязнённых радиацией мест после Чернобыльской катастрофы.

## История
По письменным источникам известна с XVI века как селение в Речицком повете Минского воеводства Великого княжества Литовского. В 1525-27 годах упомянута в переписке Великого князя московского Василия III и Великого князя ВКЛ и короля Польского Сигизмунда I о пограничных межгосударственных спорах. В 1560 году 3 дыма. В 1640-х годах по инвентарю Гомельского староства — село, 15 дымов, 4 службы, 12 волов, 4 коня.
После 1-го раздела Речи Посполитой (1772 год) в составе Российской империи. По ревизским материалам 1858 году во владении помещиков Чищицевых и Маевских. Действовали винокурня, сукновальня, позже начал работать хлебозапасный магазин. В 1895 году открыта школа грамоты. По переписи 1897 года находились: хлебозапасный магазин, 3 ветряные мельницы, трактир. В 1909 году 1162 десятин земли, мельница, в Недайской волости Гомельского уезда Могилёвской губернии.
В 1924 году открыта 4-летняя школа, которая размещалась в наёмном крестьянском доме.
С 20 августа 1924 года центр Губичского сельсовета Буда-Кошелёвского района Бобруйского, с 27 октября 1927 года до 26 июля 1930 года Гомельского округа, с 20 февраля 1938 года Гомельской области.
В 1929 году организованы колхозы имени М. И. Калинина и имени Л. Б. Красина, работали смолзавод, кузница, шерсточесальня, 4 ветряные мельницы. В советско-финскую войну 1939-40 годов погибли 3 жителя деревни. Во время Великой Отечественной войны 17 августа 1941 года при прорыве окружения около деревни части 154-й стрелковой дивизии разгромили штаб 134-й немецкой пехотной дивизии и захватили ценные документы. В ноябре 1942 года оккупанты сожгли 113 дворов и убили 9 жителей. 2 марта 1943 года партизаны разгромили гарнизон, созданный оккупантами в деревне. Около деревни погибли 74 советских солдата, среди которых солдаты 96-й стрелковой дивизии 56-й стрелкового корпуса, которые участвовали в освобождения деревни, и 11 партизан (похоронены в братской могиле на западной окраине). 153 жителя деревни погибли на фронтах. В 1959 году центр колхоза имени Ф. Энгельса. Базовая школа, Дом культуры, библиотека, фельдшерско-акушерский пункт, детский сад, магазин, отделение связи, Дом ремёсел.
В состав Губичского сельсовета входили в настоящее время не существующие: до 1930 года посёлок Дубенск, до 1964 года посёлок Подлесье (до 1929 года назывался Пятихатка).

## Население

### Численность
- 2004 год — 281 хозяйство, 671 житель.

### Динамика
- 1838 год — 44 двора.
- 1858 год — 73 двора, 388 жителей.
- 1897 год — 124 двора, 875 жителей (согласно переписи).
- 1909 год — 141 двор, 1004 жителя.
- 1925 год — 225 дворов.
- 1959 год — 625 жителей (согласно переписи).
- 2004 год — 281 хозяйство, 671 житель.

## Культура
- Музейная комната ГУО «Губичская базовая школа»

## Достопримечательность
- Братская могила (1943) —  Историко-культурная ценность Республики Беларусь, шифр 313Д000129